# Pauline Konga
Pauline Konga (née le 10 avril 1970 dans le district de Baringo) est une athlète kényane spécialiste du fond. Elle devient la première Kényane médaillée olympique lorsqu'elle termine deuxième des Jeux olympiques de 1996 d'Atlanta.

## Carrière

### Palmarès
| Date | Compétition                    | Lieu              | Résultat | Épreuve             | Performance    |
| ---- | ------------------------------ | ----------------- | -------- | ------------------- | -------------- |
| 1991 | Championnats du monde de cross | Anvers            | 1re      | Course par équipe   | 36 pts         |
| 1993 | Championnats du monde de cross | Amorebieta-Etxano | 1re      | Course par équipe   | 52 pts         |
| 1993 | Championnats du monde de cross | Amorebieta-Etxano | 7e       | Course individuelle |                |
| 1996 | Jeux olympiques d'été          | Atlanta           | 2e       | 5 000 mètres        | 15 min 03 s 49 |
| 1996 | Finale du Grand Prix IAAF      | Milan             | 3e       | 5 000 mètres        | 14 min 56 s 32 |

### Records
| Épreuve      | Performance    | Lieu    | Date         |
| ------------ | -------------- | ------- | ------------ |
| 5 000 mètres | 14 min 47 s 51 | Cologne | 16 août 1996 |